# Nelson Panciatici
Nelson Panciatici (Reims, 26 de setembro de 1988) é um automobilista francês.

## Primeiros passos na carreira
A carreira de Nelson Panciatici no karting iniciou-se em 1998 e prolongou-se até 2004. A sua melhor posição em campeonato ocorreu em 2004 no Campeonato Francês de Elites, e foi 2º lugar.

## Formula Renault
Em 2005 participou no Campeonato Francês de Fórmula Renault 2.0 pela primeira vez com a equipa Epsilon Sport.  Acabou em 13º e foi o 2º melhor rookie.
Em 2006 corre na Fórmula Renault 2.0 Francesa e na Eurocup, ficando em 5º no campeonato francês com uma vitória. Contudo, apenas correu em 2 corridas da Eurocup, não ficando classificado no final.
Em 2007, Nelson Panciatici foi seleccionado para fazer parte do programa Renault Driver Development e continuou nos campeonatos de Fórmula 2.0 Renault Eurocup e Francês. Foi muito rápido nos testes de pré-época, mas na temporada em França e na Eurocup só somou 3 pódios. No fim da época mudou-se da equipa SG Formula para a equipa Boutsen-Energy Racing e conseguiu melhores resultados.

## Fórmula 3 Espanhola
Em 2008, correu no Campeonato Espanhol de Fórmula 3 com a equipa Q8 Oils Hache Team. Foi vice-campeão no campeonato geral e campeão na Taça de Espanha (Copa de España) champion.

## Registro
| Época | Campeonato                  | Equipa          | Corridas | Pódios | Poles | Vitórias | Pontos | Lugar final |
| ----- | --------------------------- | --------------- | -------- | ------ | ----- | -------- | ------ | ----------- |
| 2005  | Fórmula Renault 2.0 France  | Epsilon Sport   | 16       | 0      | 0     | 0        | 19     | 13º         |
| 2006  | Fórmula Renault 2.0 France  | Epsilon Sport   | 13       | 5      | 1     | 1        | 71     | 5º          |
| 2006  | Fórmula Renault 2.0 Eurocup | Epsilon Euskadi | 4        | 1      | 0     | 0        | NC     | NC          |
| 2007  | Fórmula Renault 2.0 França  | SG Formula      | 6        | 0      | 0     | 0        | 19     | 14º         |
| 2007  | Fórmula Renault 2.0 Eurocup | SG Formula      | 14       | 3      | 0     | 0        | 44     | 10º         |